# ソブーザ2世
ソブーザ2世（Sobhuza II, 1899年7月22日 - 1982年8月21日）は、スワジランド（現エスワティニ）の第7代国王。摂政時代も含めて80年以上も在位し、崩御するまで君主として世界最長記録（1982年当時）保持者であった。
政情不安なアフリカにあって、長期間にわたり政権を維持し続けた。

## 生涯

### 生い立ち
1899年に第6代国王ヌグワネ5世の王太子として生まれる。生後4か月で父王が崩御し12月10日に国王に即位するが、成人するまで祖母ラボツィベニ・ムドルリが摂政となり国務を代行した。ゾンボズェの国立学校を卒業後、南アフリカ共和国東ケープ州のラブデール研究所で研究員として働いた。

### 治世

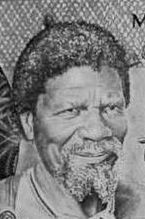
ソブーザ2世（1974年撮影）

1921年12月22日にラボツィベニから国政の権限を委譲され、戴冠式を執り行う。戴冠後間もなく、ソブーザ2世は1927年にイギリスが設定した土地収奪問題に取り組み、イギリス国王ジョージ5世と会談しスワジ人に土地を返還するように求め、1929年には枢密院に問題を提起したが、保護領法により請願は拒否された。自治領時代のスワジ国王は儀礼的な存在だったが、ソブーザ2世は次第に影響力を拡大していった。
1953年にはエリザベス2世の戴冠式に出席している。ソブーザ2世は、イギリスが提唱したウェストミンスター・システムに反対の意思を表明し、王党派のメンバーで固めたインボコドボ国民運動を結党し、同党は独立後の1972年の選挙で大勝した。
1968年9月6日にはイギリスからの独立を宣言し、イギリスから正式にスワジランド国王として承認される。ソブーザ2世は部族の慣習を維持し、自身の持つ影響力を背景に体制の変換を図っていく。1973年にはイギリスの指導によって制定された憲法と議会を停止し、国王親政に体制を戻した。これによりソブーザ2世とその側近が国政全般にわたり全権を掌握し、首相以下全閣僚を国王が指名することとなった。1978年に新憲法を制定し、各地方に議席を配分する両院制を敷いて部族を取り込んだが、国王には議会への拒否権が付与されるなど議会の権限は限定的なものに留まった。また、ソブーザ2世は豊富な天然資源を活用して経済成長を実現させ、白人が所有していた土地も彼の治世の下でスワジ人の管理下に置かれるようになった。

### 崩御
1980年に在位80周年を迎えたソブーザ2世は、南アフリカに対してバントゥースタンの撤廃を求め、隔離されたスワジ人の解放を訴えた。1982年にムババーネで崩御した。82年254日間の在位期間は古代を含む公式記録に残る中で世界最長のものとなっているが、これに対してエジプト第6王朝のペピ2世や高句麗の太祖大王を最長記録と主張する者もいる。なお摂政時代を除いても、在位期間は60年以上にも及ぶ。

## 家族
ソブーザ2世には部族からの支持を得るために多くの女性と結婚した。2000年の王立委員会の調査によると、ソブーザ2世は1920年から1970年にかけて70人の王妃を迎え、210人の王子・王女がいた。子供の内180人が幼児期を生き延び、97人が成人になったと報告されている。また、ソブーザ2世が崩御した時点で、1,000人以上の孫がいたという。
ソブーザ2世の崩御後、直ちに国王を選定する王室諮問評議会が開かれ、マコセティブ王子が国王に選出され、同時に摂政が選ばれることになった。スワジランドの慣習では先王の王妃が摂政に選出されることになっていた。当初、摂政はゼリーウェ王妃が任命されたが権力闘争によって失脚し、その後はヌトンビ王妃が摂政を務めた。マコセティブは1986年に国王に即位し、ムスワティ3世となった。